# Almirante Tamandaré
Almirante Tamandaré is een gemeente in de Braziliaanse deelstaat Paraná. De gemeente telt 115.364 inwoners (schatting 2017).

## Aangrenzende gemeenten
De gemeente grenst aan Campo Magro, Colombo, Curitiba, Itaperuçu en Rio Branco do Sul.